# John from Cincinnati
Pour les articles homonymes, voir JFC.
John from Cincinnati (JFC) est une série télévisée américaine en dix épisodes de 52 minutes, créée par David Milch et Kem Nunn et diffusée entre le 10 juin 2007 et le 12 août 2007 sur HBO.
En France, la série a été diffusée à partir du 8 juin 2008 sur TPS Star et au Québec sur Super Écran.

## Synopsis
Les Yost vivent à Imperial Beach, au sud de la Californie, tout près de la frontière mexicaine. Ancienne gloire du surf, Mitch, le patriarche, est marié à la désespérée Cissy. Butchie, leur fils, ancien surfeur toxicomane à la vie dissolue, est père de Shaun dont Mitch et Cissy ont la garde. Leur petit monde est chamboulé le jour où John, un jeune homme pour le moins mystérieux, venu tout droit de Cincinnati pour prendre des leçons de surf, débarque à Imperial Beach. Également de retour, Barry Cunningham est déterminé à se venger des Yost…

## Distribution
- Bruce Greenwood (V. F. : Joël Zaffarano) : Mitch Yost
- Rebecca De Mornay (V. F. : Danièle Douet) : Cissy Yost
- Brian Van Holt (V. F. : Jérôme Pauwels) : Mitch « Butchie » Yost II
- Austin Nichols (V. F. : Damien Witecka) : John Monad
- Ed O'Neill (V. F. : Jean-Pierre Moulin) : Bill Jacks
- Luke Perry (V. F. : Lionel Tua) : Linc Stark
- Luis Guzmán (V. F. : Christian Visine) : Ramon Gaviota
- Matt Winston (en) (V. F. : Guillaume Orsat) : Barry Cunningham
- Willie Garson (V. F. : Patrice Dozier) : Meyer Dickstein
- Greyson Fletcher (V. F. : Thierry d'Armor) : Shaun Yost
- Keala Kennelly (V. F. : Laëtitia Lefebvre) : Kai
- Jim Beaver (V. F. : Jo Doumerg) : Vietnam Joe
- Garret Dillahunt (V. F. : Sébastien Desjours) : Dr Michael Smith
- Dayton Callie (V. F. : Pascal Casanova) : Steady Freddie Lopez
- Emily Rose (V. F. : Laura Blanc) : Cass
- Paul Ben-Victor (V. F. : Philippe Vincent) : Palaka
- Chandra West (V. F. : Laurence Dourlens) : Tina Blake
- Mark-Paul Gosselaar (V. F. : Anatole de Bodinat) : Jake Ferris
- Matthew Maher (en) (V. F. : Pascal Nowak) : Dwayne
- Paula Malcomson (V. F. : Marjorie Frantz) : Jerri

## Épisodes
1. Épisode 1 (His Visit: Day One)
2. Épisode 2 (His Visit: Day Two)
3. Épisode 3 (His Visit: Day Two Continued)
4. Épisode 4 (His Visit: Day Three)
5. Épisode 5 (His Visit: Day Four)
6. Épisode 6 (His Visit: Day Five)
7. Épisode 7 (His Visit: Day Six)
8. Épisode 8 (His Visit: Day Seven)
9. Épisode 9 (His Visit: Day Eight)
10. Épisode 10 (His Visit: Day Nine)